# 海法
海法（希伯來語：חֵיפָה，羅馬化：Ḥeypåh，發音：[χeˈfa]，羅馬化：Ḥay°fāʾ）是以色列北部港口城市，西瀕地中海，背倚迦密山。1948年以色列建國。目前海法是以色列第三大城市，仅次于西耶路撒冷和特拉维夫。该市面积为60平方公里，人口267,800（2006年6月），都市区人口达到1,039,000人。

## 名称
海法名称的起源尚不清楚。一种观点认为起源于希伯莱语词汇חוף（拉丁化：hof，意为海滩）或חוף יפה（拉丁化：hof yafe，意为美丽的海滩）；也有可能起源于希伯莱语动词חפה（拉丁化：hafo，意为掩盖或掩藏）。中世纪的基督徒朝圣者以及后来的十字军将该城称为Caiphas或Caifa，基督徒相信这个名称来源于耶稣时代的耶路撒冷大祭司该亚法，或彼得亚兰语名字矶法（כפא）。此外，Sycaminon或Sykaminos（意为“野草莓”）的名称也很常用。
还有人相信海法的地名得名于单词חי-פה（拉丁化：hai-po，意为住在这里），认为上帝就住在这座城市。

## 氣候

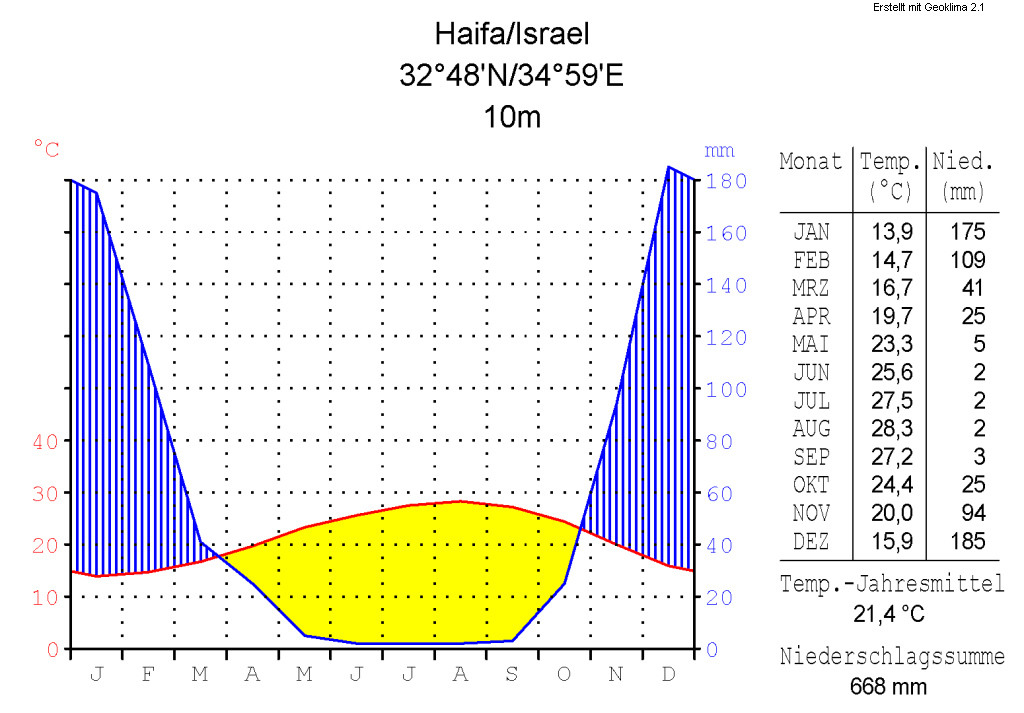
海法气候

海法的气候类型屬於地中海氣候，夏天炎熱干燥，平均氣溫為攝氏26度；冬天寒冷多雨，平均氣溫為攝氏12度，冰雪罕见，但是有时清晨气温会下降至6摄氏度左右。雨季為每年10月至明年4月。

## 歷史
海法首現於公元3世紀的塔木德文獻，是當時拜占庭帝國管轄下的一個猶太人小鎮Shikmona，当时是这一地区主要的犹太城镇，为犹太教祭司祭袍上以弗得两条肩带上的金线，蓝色、紫色、朱红色线进行染色。Shikmona的考古遗址位于今天Bat Galim社区的西南。拜占庭帝国对该市的统治一直持续到7世纪。公元7世紀，該城為波斯萨珊王朝攻破，其後又為阿拉伯人所管治。1100年，第一次十字軍東征；在與當時的猶太人和穆斯林激戰後，十字軍佔領海法，成为加利利公国的一部分。但在1265年，穆斯林马木鲁克再一次攻佔海法。此時，海法已變成頹門敗瓦，了無人煙。
1761年，當時统治阿克和加利利的阿拉伯贝都因统治者扎希尔·欧麦尔摧毁该城，并在新址重建，环以薄薄的城墙，这就是今日海法的前身。自从1775年El-Omar死后，海法一直在奥斯曼帝國的管治之下，其间只有两个短暂的例外：1799年，拿破仑攻佔海法，但未能进一步攻占巴勒斯坦和叙利亚，于同年撤離；从1831年到1840年，埃及总督穆罕默德·阿里從奥斯曼帝國手中奪得海法，但在1840年撤離。在埃及占领时期，海法的交通、人口和重要性都有所发展，由于阿克因一连串战役和战争而衰落下来。随着1868年Temple Society成员的到来，定居在城市附近的现代化社区，海法得到了进一步发展。这个社区称为German Colony。他们对城市的工商业贡献很大，在海法的现代化中扮演重要角色。
20世纪初，由于建立了汉志铁路和以色列理工学院等设施，海法形成工业港口城市。随着市政的完善，人口亦不断增长。当时海法区大约有2万人口，其中82%是阿拉伯穆斯林，14%是阿拉伯基督徒，4%是犹太人。随着欧洲移民的到来，犹太人稳步增长。到1945年，穆斯林占人口的38%，基督徒占13%，犹太人占47%。

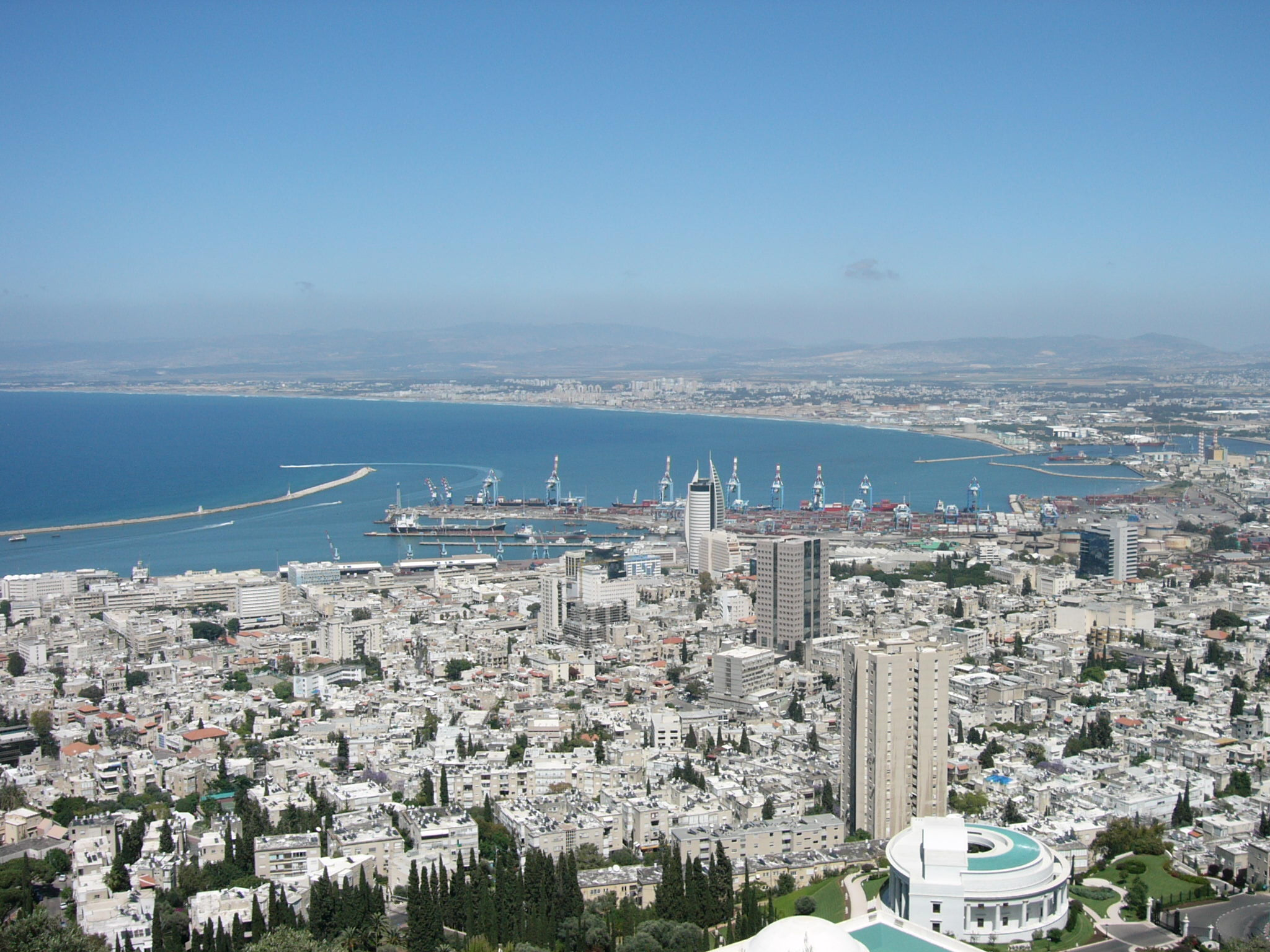
海法港

1918年，英國從奥斯曼帝国手中奪得海法。在1920年至1948年之間，海法成為當時英屬巴勒斯坦的一部份。英国将海法规划为其中东石油管线的终点，开始大力兴建炼油设施，并扩建港口，令当地环境受到破坏。二战1940年6月，意大利王國對英國及法國宣戰，隨即出動空軍對海法在內的英属巴勒斯坦進行大規模轟炸，海法至1941年6月多次被意大利空軍炸，造成大量死亡。1947年12月30日，犹太人好战集团伊尔贡成员向在炼油厂门外等候建筑工作的阿拉伯人扔了2枚炸弹，爆炸造成6人丧生、42人受伤，接着2000名阿拉伯职工暴动，杀死了39名犹太雇员，史称海法炼油厂屠杀。
1948年，以色列立国，根据联合国分治决议案，海法归属以色列管轄。第一次中东战争中，5000余名以色列士兵在卡梅里旅的带领下，于1948年4月23日攻占海法。大约8万名巴勒斯坦阿拉伯人在此前后逃离了海法地区。

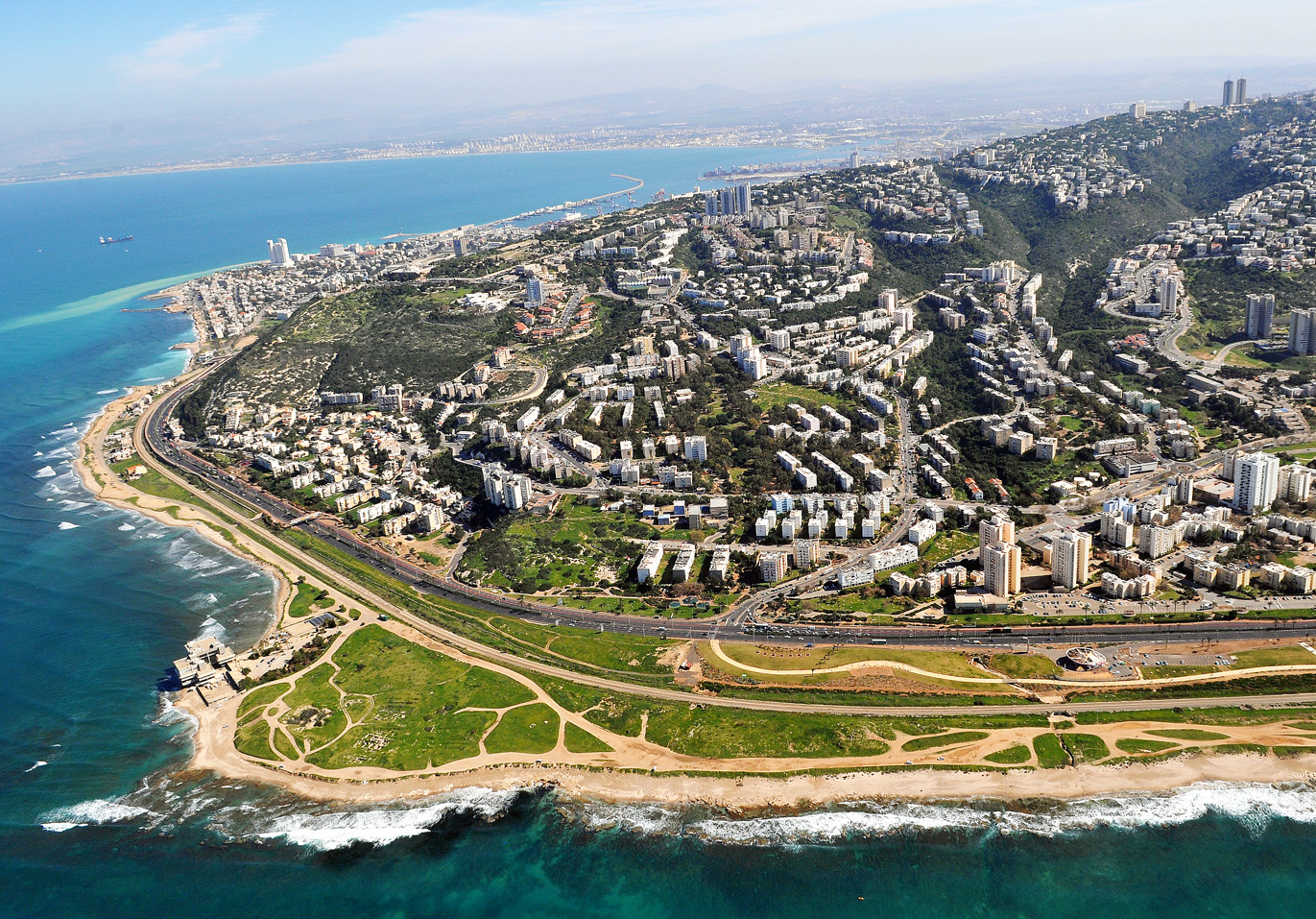
空中俯瞰海法西部

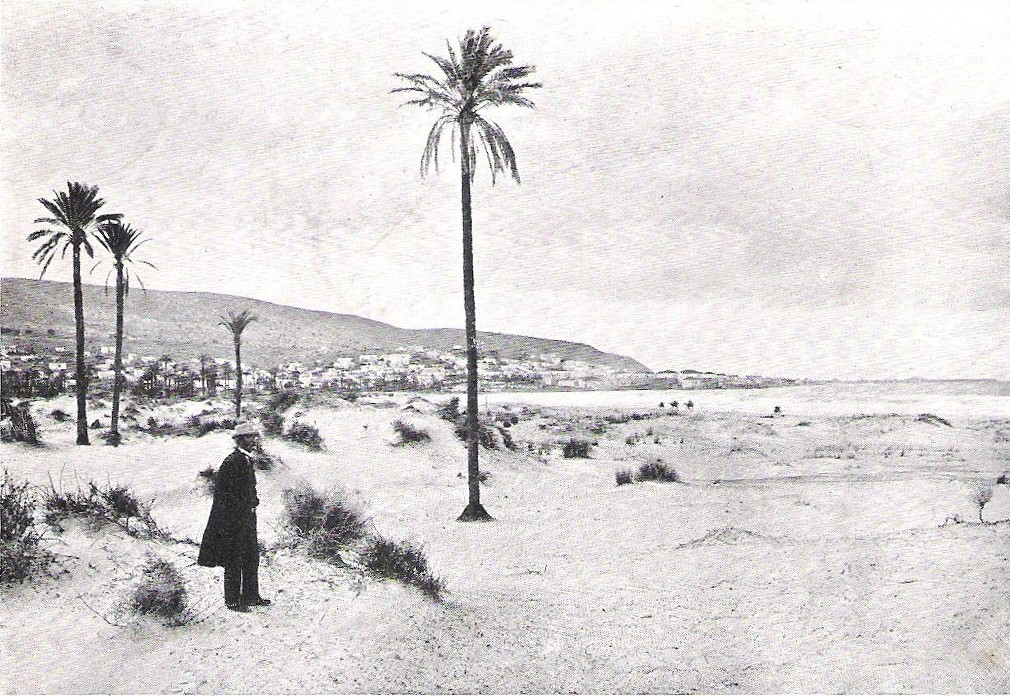
1899年前的迦密山

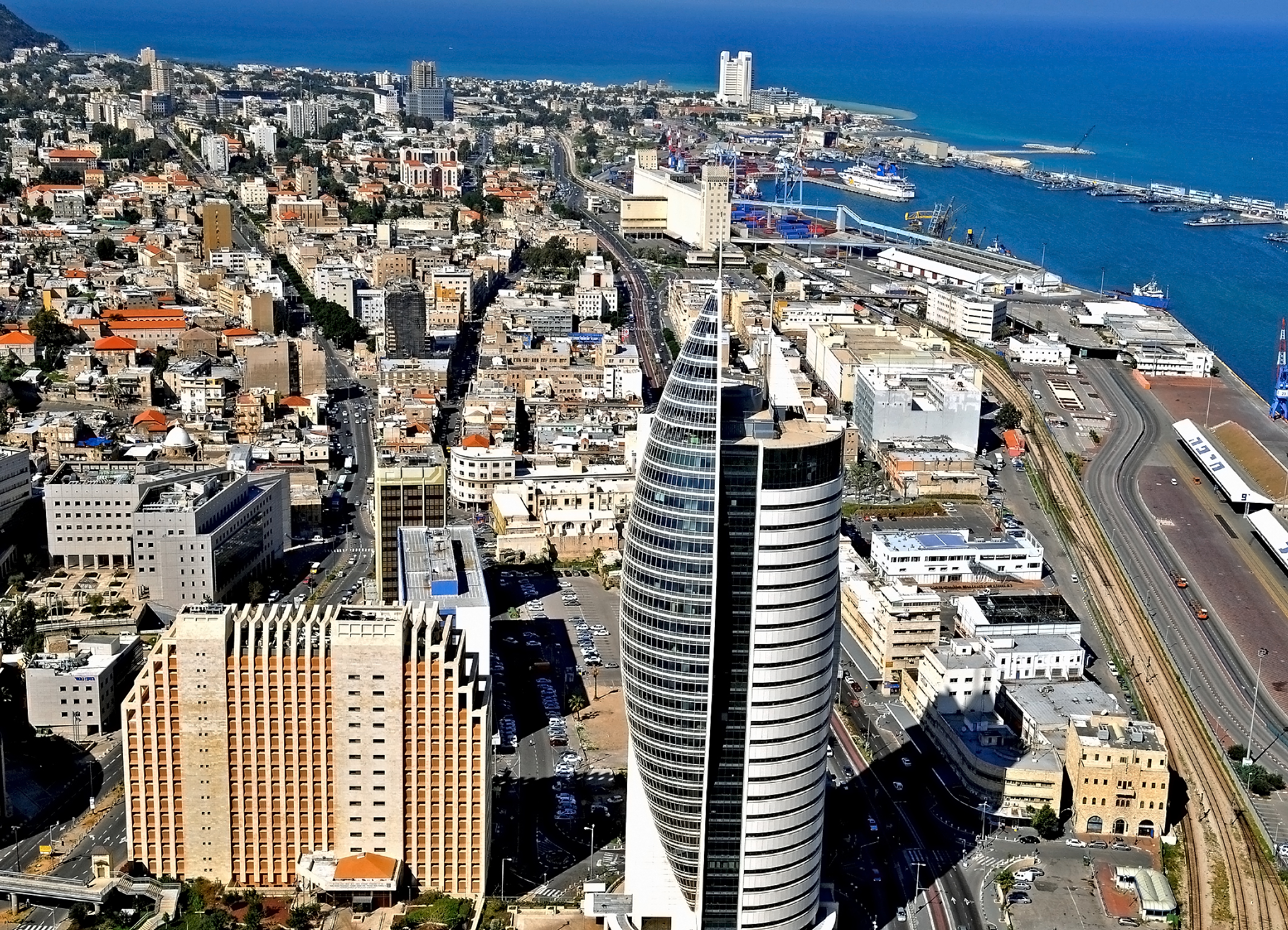
海法市区与海港

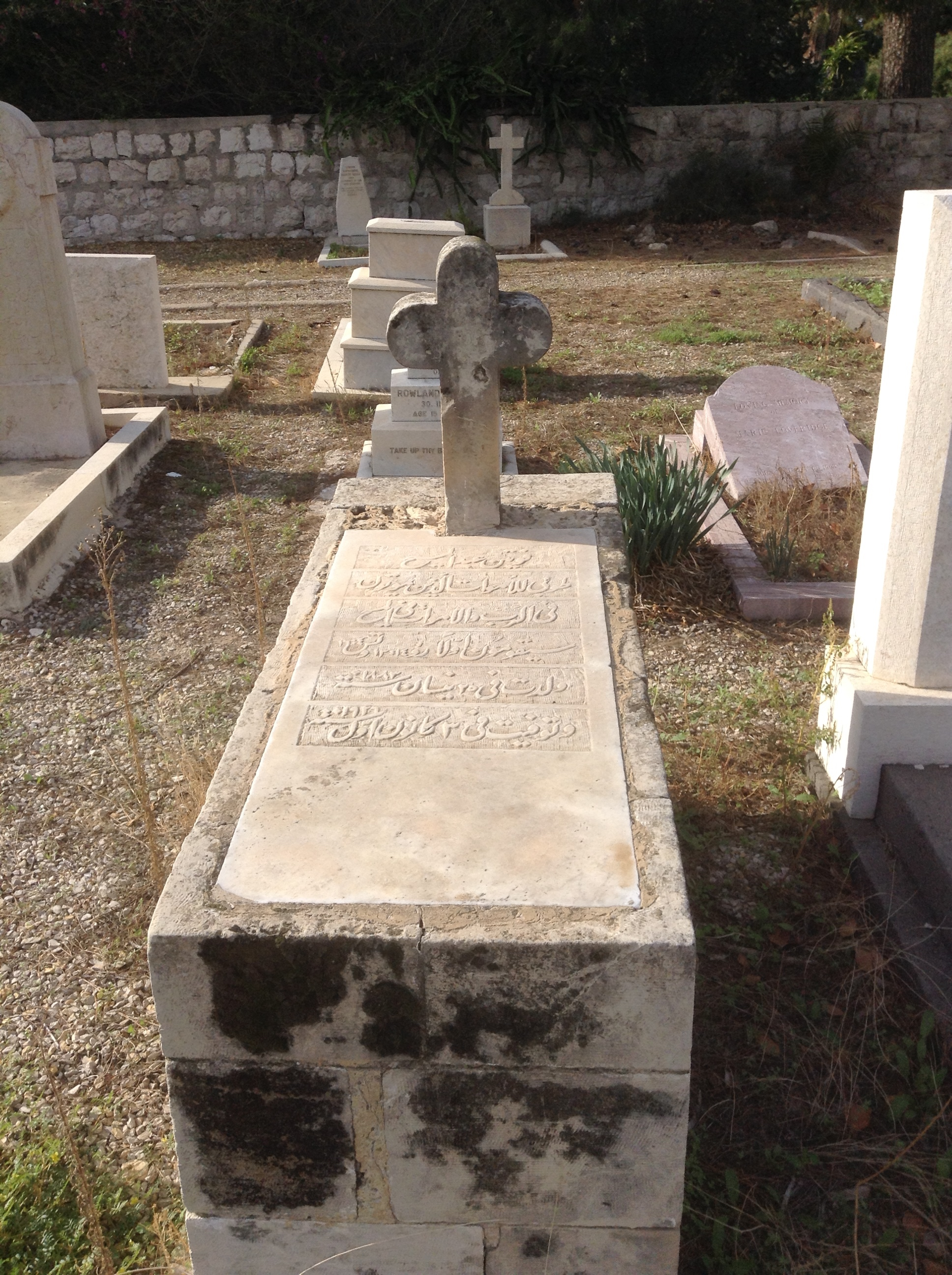
阿拉伯基督徒墓地

## 经济
海法北部為該市的工業地區，拥有以色列两大煉油廠之一（另一座位于亚实突），每年能够加工900万吨原油（6600万桶）。此外，海法地区还有各种石化工業。6千6百萬噸；其中在1930年代所建76米高的2座冷却塔，长期以来已经成為海法的市標。
Matam科技工業中心位于海法的南部入口处，是以色列最大、最早的工业园区，很多本國及國際的高技術公司如英特爾、微軟、谷歌、菲利普及IBM等均在此設有分公司，进行生產与研发。
另外，海法港是以色列最繁忙的客運港口，亦是最大的貨運港口之一，不过最近受到了亚实突港的挑战。

## 交通
海法湾旁有海法机场，有定期航班飞往埃拉特和塞浦路斯。海法港是以色列主要的国际客用港。海法藉由轨道交通和公交系统，联通以色列其他城市。海法大隧道目前正在修建之中。
海法有着以色列唯一的地铁系统。只有一条铁轨，仅六站的海法地铁，是世界上规模最小的地铁，主要供观光客使用。

## 宗教
1948年之前海法居民大多数是阿拉伯穆斯林和基督徒、德鲁兹人、巴哈伊教徒，这些团体和平共存。目前海法拥有数目可观的犹太人、阿拉伯穆斯林和基督徒。
犹太人的以利亚洞穴和山脚下的犹太古镇Shikmona很有名。在迦密山的最高峰Muchraka，有一个加尔默罗会隐修院。根据传说，此地就是以利亚和巴尔的使者对质的地方。（列王纪上 18：20）
海法是基督宗教和巴哈伊信仰聖地。巴哈伊世界中心（由巴孛陵寝，巴哈伊阶梯花园和拱形区域构成）位于迦密山（巴哈伊信仰称之卡梅尔山）的北坡，是巴哈伊信徒重要的崇拜和行政中心。此地也是海法游客量最大的旅游胜地。海法还是加尔默罗隐修会在12世纪的修道院所在地。19世纪在迦密山的山顶建成了一座修道院，目前也是著名的旅游胜地和朝圣目的地。

## 教育
海法拥有许多大学，包括海法大学和以色列理工学院。

## 政治
过去，海法的码头和工业区使得该市成为以色列工党牢固的阵地，因其倾向于社会主义，得到了“红色海法”的绰号，这段历史也使得海法成了唯一在安息日公共交通不停止的以色列大城市。

## 體育
海法共有8隊職業足球隊伍，他們分別是：馬卡比海法（甲組）、夏普尔海法（甲組）、比塔尔海法、Akhva Haifa、Spartak Haifa、Neve Yosef、Bnei Kababir、Neve Shaanan。
馬卡比海法是以色列聯賽其中一隊最成功的隊伍，曾贏12次冠軍（至2015年）。
除此以外，海法亦有籃球、排球、網球及手球隊伍。
一座容納30,000人的多用途體育場於2014年建成。

## 友好城市
| - 法国马赛 - 英国朴次茅斯 - 英国哈克尼区 - 菲律宾马尼拉 - 美国洛杉矶 - 丹麦奥尔堡 - 南非开普敦 - 德国不来梅 - 比利时安特卫普 - 德国美因茨 - 俄罗斯圣彼得堡 - 印尼安汶 | - 德国杜塞尔多夫 - 阿根廷罗萨里奥 - 乌克兰敖德萨 - 中国上海 - 美国波士顿 - 塞浦路斯利马索尔 - 美国佛罗里达州劳德代尔堡 - 德国爱尔福特 - 德国曼海姆 - 英国纽卡斯尔 - 美国康涅狄格州西哈特福德 |

## 外部連結
- Municipality of Haifa
- Photos of the Baha'i Gardens in Haifa
- University of Haifa （页面存档备份，存于）
- Haifa Law Faculty Blog （页面存档备份，存于）
- Technion's home page
- Bahá'í World Centre, Haifa （页面存档备份，存于）
- Map of Haifa
- Online camera （页面存档备份，存于）
- Haifa on Wikivoyage
- Guy Shachar's wonderfully evocative introduction of Haifa - just after the 2000 Israel-Lebanon invasion （页面存档备份，存于）